# Chismoses
Chismoses (estilizado como CHISMOSES) fue un programa de televisión argentino emitido por Net TV, que tuvo su estreno el 1 de octubre de 2018 y fue conducido por Luciana Salazar y Augusto Tartúfoli. El ciclo abordaba temas de actualidad, interés general, espectáculos, farándula y contaba con la participación de panelistas, invitados en el estudio, coberturas de los distintos programas del canal, entrevistas e informes especiales. Fue la primera producción televisiva argentina que utilizó el lenguaje inclusivo para titular a un programa.

## Formalidad del programa
El programa buscaba informar a los televidentes sobre las distintas problemáticas que suceden en la vida personal y los logros laborales de los famosos, así como también, realizar entrevistas exclusivas a los artistas del medio, analizar la moda, la actualidad y cubrir los eventos y los estrenos que realiza el propio canal.

## Equipo

### Conducción
- Luciana Salazar (2018-2019)
- Augusto Tartúfoli (2018-2019)

### Panelistas
- Laura Ubfal (2018-2019)
- Pablo Montagna (2018-2019)
- Juan Pablo Godino (2018-2019)
- Hernán Soto (2018-2019)
- Gisela Bernal (2018)
- Andrea Bisso (2018-2019)
- Catalina Dugli (2019)
- David Kavlin (2019)
- Álvaro Norro (2019)

### Cronista
- Pedro Moreno Olmedo (2018-2019)